# 연방 (남북 전쟁)
연방은 일반적으로 북부로 알려져 있으며, 11개의 남부 노예주가 분리하여 미국을 형성했을 때를 말한다. 남북 전쟁 중에 미국은 미연합국, 즉 남부연합 또는 남부라고도 알려져있다. 연합은 미국의 16대 대통령인 에이브러햄 링컨이 이끌었고, 국가를 헌법적인 연방 연합으로 보존하고자 했다.
연방은 당대에도 그리고 현대에도 북군(the North)이라는 이름으로 불리기도 했으며, 이에 대조되는 맹방은 "남군(the South)"이라고 불렀다. "연방(Union)"이라는 단어는 미국 독립 전쟁 당시의 연합과 영속적 연방에 대한 규약에서 비롯된 것이다. 1787년 입헌된 미국 헌법은 각 주(state)가 아닌 완전한 연방(perfect Union)의 이름으로 발표 및 정당화되었다. 미국 내전이 본격 시작하기 전부터 “연방 유지(preserve the Union)”라는 말이 흔하게 사용되었고, 미합중국 전체를 가리키는 말로 “주들의 연방(union of states)”이라는 표현이 사용되었다.

## 같이 보기
- 남북 전쟁